# 米歇尔·约瑟夫·莫努里
米歇爾·约瑟夫·莫努里（法語：Michel-Joseph Maunoury，發音：[miʃɛl ʒozɛf monuʁi]；1847年12月17日—1923年3月28日），是一位法國陸軍將領，曾被追授法國元帥，他在第一次世界大戰前期擔任要職，在第一次馬恩河戰役中指揮第六軍團。
莫努里在1867年畢業於巴黎综合理工学院，加入軍隊並繼續進修，於1881年開始在圣西尔军校擔任教授。之後，他被任命為高等戰爭學院校長及「最高戰爭委員會」委員。1914年戰爭爆發時，他被召回現役指揮預備隊，然後在8月底被任命為第六軍團司令。他率部在馬恩河戰役中表現活躍，被授勳榮譽軍團大十字勳章。1915年3月11日，莫努里被子彈擊中失明，退出一線指揮。之後，他擔任巴黎軍事總督，於1923年3月28日去世。

## 早年
米歇尔·约瑟夫·莫努里於1847年12月17日出生在曼特农，是夏爾·米歇爾·莫努里（Charles Michel Maunoury）與瑪麗·約瑟芬·布萊（Marie Josephine Boulle）之子。莫努里在1867年畢業於巴黎综合理工学院後，於兩年後進入砲兵與工程應用學院就讀，成為砲兵軍官。1870年12月2日，他在普法戰爭期間右腿中彈受傷。1874年，莫努里晉升為上尉，並成為馬術教練。1876年5月3日，莫努里與布蘭謝·羅吉耶（Blanche Rogier）成婚。1881年至1883年，他在聖西爾軍校擔任砲兵課程的兼任教授，然後在接續二十年從少校晉升至師級將軍。之後，他擔任巴黎要塞砲兵司令與高等戰爭學院校長。1910年，他被任命為巴黎軍事總督，並兼任「最高戰爭委員會」委員。1912年，莫努里從一線軍人轉為預備役。
德國歷史學家霍爾格·赫韋格提到莫努里「苗條，近乎精緻」，美國歷史學家芭芭拉·塔奇曼也提到他「苗條、精緻、骨骼瘦小」。

## 第一次世界大戰

### 邊境戰役
1914年8月，第一次世界大戰爆發，德意志帝國駐法大使威廉·馮·舍恩遞交對法宣戰書，德軍開始實行戰略進攻計畫「施里芬計畫」，經低地地區入侵法國。法軍總司令約瑟夫·霞飛得知德軍入侵盧森堡後，下令正在第二、第三軍團後方集結的第四軍團移動到第三軍團與第五軍團之間，準備進攻凡爾登以北。8月14日，法軍對阿爾薩斯-洛林發動牽制攻勢，然後在8月20日第三、第四軍團對阿登地區發動主要攻勢。此時第三軍團右翼與第二軍團左翼間出現缺口，霞飛下令在凡爾登地區組建一支洛林集群填補缺口，莫努里被召回現役指揮該部隊。洛林集群由七個預備師組成，其中4個屬於博諾的第七軍、3個來自呂費的第三軍團。8月21日，霞飛發布《第十八號特別指令》，下令洛林集群盡可能地「修理」德軍。8月22日下午1時30分，第三軍團司令呂費向莫努里求援，後者遂派出第54預備步兵師及第67預備步兵師前往支援，但於事無補。
隨著法軍左翼法國第五軍團及英國遠征軍形勢惡化，霞飛在8月26日下令在亞眠周遭組建一支新軍團，由一個軍及四個預備師組成。莫努里被任命為該軍團司令，其原部隊被解散轉派至其新部隊。莫努里隨後向前推進，在8月28日於普魯瓦亞爾與克魯克的德國第一軍團交火，法軍集中的步兵與砲兵火力暫時阻止德軍的推進，然後在29日撤退至阿夫爾河後方，與巴黎軍事總督约瑟夫·加列尼建立聯繫。

### 馬恩河戰役

#### 莫努里進攻
莫努里指揮的第六軍團現下轄第7軍及5個預備步兵師，共7個師。9月3日，霞飛發布《第五號總指令》，下令第三、第四、第九軍團停止撤退就地防守，並視情況參與9月6日的反攻。9月4日上午9時10分，巴黎軍事總督加列尼接收到空中偵察報告後，為避免巴黎被德軍直接進攻，下令莫努里準備向東進攻，從側翼打擊克魯克的德國第一軍團。此時第六軍團下轄部隊再增加一師，使其總人員達到15萬人。同日莫努里及加列尼會唔英國遠征軍參謀長阿奇博爾德·默里，前兩者在三個小時的討論後認為英軍將不會協助任何進攻。當天晚上10時，霞飛發布《第六號總指令》，下令法軍左翼在9月7日發動總攻，其中莫努里的第六軍團將渡過烏爾克河，繞過德軍側翼向蒂耶里堡推進。然而莫努里的第六軍團早在預定日期前就已經與德軍交火，迫使加列尼說服霞飛將主攻時間更改為6日。
9月5日，莫努里率第六軍團從巴黎出發，準備在莫城東北處佔據陣地，以便在次日對馬恩河北岸發動進攻。然而德軍第4預備軍司令格羅瑙發覺法軍動線，認為法軍準備運動到德國第一軍團側翼並實施包圍，於是立刻發動進攻。莫努里麾下的前鋒部隊在烏爾克河遭到德軍槍枝與火砲的突然襲擊，雙方劇烈交火直到德軍在夜晚撤回陣地。此戰過後，德國第一軍團司令克魯克從中央調兵至右翼，加強烏爾克河附近的德軍防禦，莫努里喪失奇襲優勢。

#### 德軍重新部署
9月6日上午3時，克魯克下令第2軍從馬恩河南面調到烏爾克河的西側，在格羅瑙的第4預備軍北方建立戰線。9月7日，他下令其他部隊北上，認為德軍騎兵部隊能夠擋住「屢戰屢敗」的英軍。莫努里在9月6日後努力維持著己方陣線，未能繼續推進。總體來說，莫努里的部隊雖未如霞飛所願包圍德軍西翼，但其部隊的出現成功調動德軍部隊，使法國第五軍團及英軍面前的德軍陣線出現缺口。
9月7日，第六軍團得到維克托·博埃勒第四軍的增援，莫努里的麾下部隊上升至32個步兵團與2個騎兵師。之後，第63預備步兵師被德軍步兵與砲火擊潰，但第45預備步兵師的第5炮兵團司令羅貝爾·尼維爾迅速調派75野战炮轟擊敵軍，穩住崩潰的情勢。同日晚，法軍騎兵部隊與第61預備步兵師一同從法軍左翼後撤，而不是進攻德國第一軍團的後方米隆堡，於是莫努里解僱騎兵司令安德烈·索爾代。與此同時，第七步兵師中的大部分步兵、砲兵與參謀從巴黎緊急趕往支援莫努里，而第103與第104團則乘坐計程車。警方徵用了約1,200輛計程車，其中500輛從榮軍院西前往加尼，在那裡每輛車搭載4至5名士兵，然後前往楠特伊萊莫。這項計劃並未執行良好，陰暗的夜晚及缺少地圖資訊，導致出現許多齟齬，部分士兵還必須步行2公里至前線。
9月8日，霞飛下令莫努里向北部進軍佔領烏爾克河右岸的土地。然而莫努里自作主張，決定收復昨天夜晚丟失的陣地，並再次嘗試迂迴德國第一軍團側翼。德國歷史學家赫韋格稱此為「糟糕的決定」，其兩次進攻都被敵軍擊退。同日，加列尼認為德軍即將發動進攻，督促莫努里一定要堅守陣地，後者則告知霞飛，其精疲力盡的部隊仍在盡力防守。9月8日，德軍魯道夫·萊佩爾的旅從布魯塞爾向西南進軍，試圖進攻法國第六軍團的左翼。

#### 德軍撤退
9月9日，萊佩爾旅與莫努里的左翼在楠特伊勒欧杜安西北處的巴龙交火。與此同時，德国总参谋部人員亨奇上校收到中路的英國遠征軍正在推進的消息，認為此行動可能會威脅到南面比洛的德國第二軍團，於是下令全軍撤退。克魯克將軍對此命令大為震驚，他認為此時德國第一軍團已將迂迴至法國第六軍團的左翼，而英國遠征軍可被兩個德軍騎兵軍輕鬆應對，如此輕易的撤軍非常不理性。德軍撤退後，霞飛下令第六軍團暫時駐扎巴黎，然後在9月9日晚發布《第二十號命令》，下令全軍向前推進。第六軍團得令將其右翼留在烏爾克河，以此來從西面包圍德軍，布里杜騎兵軍被指派擔任重要角色。而德斯佩雷的法國第五軍團及英國遠征軍則將從馬恩河向北推進。
之後，霞飛放棄從西面迂迴包抄德軍的計劃，下令全體部隊向東北推進。9月13日，莫努里通知霞飛「第六軍團已連續作戰十五天，需要一整天的修整」，其他部隊也在德軍抵達埃纳河以北是給出相同的意見。然而，法軍與英軍仍繼續戰鬥至9月18日。

### 後續作戰
1915年，莫努里指揮的第六軍團負責防禦苏瓦松至贡比涅一線，並輔以位於左翼的第二軍團及右翼的第五軍團。當法軍主力軍團1月初對香槟及阿圖瓦發動攻勢時，上述部隊皆發射砲火以牽制德軍。第六軍團更對苏瓦松與埃纳河以北的德軍陣地發動牽制攻擊，其中由亨利·貝特洛指揮的進攻部隊攻入德軍於去年9月設置的防線。然而德軍隨後發動反擊，將法軍驅回進攻發起點，並以傷亡5,529人的代價俘虜法軍5,200人。這場位於巴黎附近的慘敗令政府部門激烈地批評陸軍，戰爭部長米勒蘭斥責總司令霞飛，霞飛則斥責莫努里，莫努里則斥責貝特洛。1月12日，法國議會從波爾多返回巴黎後召開會議，引起了一場激烈的爭論。
1915年3月11日，莫努里在視察前線時被德軍狙擊手擊中眼部，以致部分失明，讓他從此退出一線作戰指揮。之後，他取代约瑟夫·加列尼成為新任巴黎軍事總督。

## 晚年
1919年，莫努里參加《凡尔赛条约》的簽署會議，是少數得以與會的將軍之一。之後，他擔任戰爭盲人協會的名譽主席。1923年3月28日，莫努里在阿爾特奈時於火車上去世，然後被送往其住所德爾比伊堡，享壽75歲。同年3月31日，他被追授為法國元帥。4月2日，法國政府為其舉行国葬，霞飛元帥、福煦元帥及內政部長莫里斯·莫努里到場。1931年5月13日，他的遺體被安葬在榮軍院。

## 註腳
1. 1 2 3 4 5  Clayton（2003年），第218页
2. 1 2  Herwig（2009年），第241页
3. ↑  Tuchman（1962年），第344页
4. ↑  Doughty（2005年），第53页
5. ↑  Doughty（2005年），第55页
6. ↑  Doughty（2005年），第56页
7. ↑  Greenhalgh（2014年），第38页
8. ↑  Doughty（2005年），第66-68页
9. ↑  Clayton（2003年），第26页
10. ↑  Tuchman（1962年），第263、344页
11. ↑  Herwig（2009年），第146页
12. ↑  Herwig（2009年），第102页
13. ↑  Herwig（2009年），第149-150页
14. ↑  Doughty（2005年），第66-78页
15. ↑  Clayton（2003年），第29页
16. ↑  Herwig（2009年），第177页
17. ↑  Philpott（2009年），第23页
18. ↑  Spears（1930年），第273页
19. ↑  Doughty（2005年），第82页
20. 1 2 3 4  Herwig（2009年），第229页
21. ↑  Doughty（2005年），第88-89页
22. 1 2 3 4  基根（2014年），第98页
23. 1 2 3  Doughty（2005年），第92-93页
24. 1 2  Clayton（2003年），第54页
25. ↑  Herwig（2009年），第226页
26. ↑  Herwig（2009年），第247-248页
27. 1 2  Herwig（2009年），第261-262页
28. 1 2 3  Clayton（2003年），第56页
29. ↑  Herwig（2009年），第262-263页
30. ↑  Herwig（2009年），第277页
31. ↑  Herwig（2009年），第265页
32. ↑  Herwig（2009年），第274-275页
33. ↑  Herwig（2009年），第281-282页
34. ↑  Doughty（2005年），第96页
35. ↑  Herwig（2009年），第294页
36. ↑  Herwig（2009年），第304-305页
37. ↑  Greenhalgh（2014年），第81页
38. ↑  Doughty（2005年），第122页
39. 1 2 3  Tucker & Roberts（2005年），第761页